# Billstein
Die Billstein ist ein markanter Berg in Namibia mit 1857 m Höhe über dem Meer. Der Berg liegt rund 40 km südlich von Windhoek.

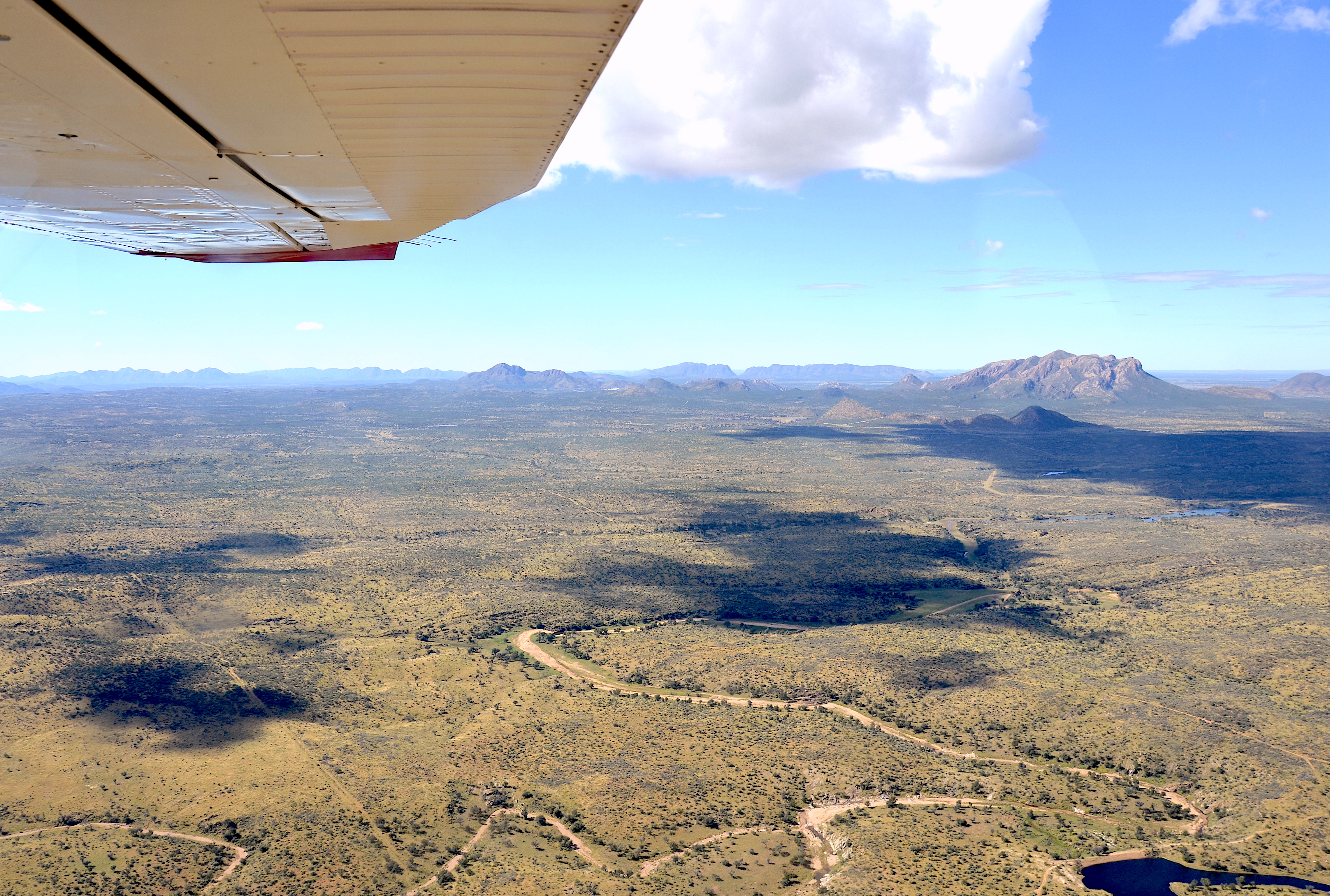
Luftaufnahme Billstein, Blickrichtung Südost (2017)